# خاك أباد (خومة)
خاك أباد (بالفارسية: خاک‌آباد) هي قرية تقع في إيران في قسم خومة الریفي. يقدر عدد سكانها بـ 106 نسمة بحسب إحصاء 2016.